# 張格爾
張格爾（維吾爾語：جاهانگیر خوجا‎ ；1790年—1828年6月25日），是清代新疆白山派和卓波羅尼都之孫、薩木薩克次子。出生於浩罕汗国。“張格爾”是波斯语，意为“世界的征服者”。

## 生平
張格爾早年在喀布爾（今阿富汗）求學，素有政治野心，欲恢復其祖先阿帕克和卓的統治。從嘉慶二十五年（1820年）先後三次潛入南疆發動叛亂，張格爾與浩罕國王商定，事成之後，向浩罕割讓天山南路的喀什噶爾（今喀什市），並平分喀什噶爾等城的人口和財產。道光五年（1825）九月，清朝領隊大臣巴彥巴圖出兵二百人進擊，未遇張格爾部，竟殺害無辜的布魯特人民百餘人。此舉引起布魯特人民的憤怒，轉而支持張格爾部。
道光六年（1826年），張格爾以禮拜其祖先麻札（墳墓）為名，利用南疆各族人民對喀什噶爾參贊大臣斌靜殘暴壓迫的不滿情緒，煽動當地人民叛亂，清廷派兵出擊，張格爾輕易突圍而出。這時各回民響應，日以萬計。張格爾把握時機進攻喀什噶爾（今喀什），先後攻佔喀什噶爾、英吉沙爾（今英吉沙）、葉爾羌（今莎車）、和闐（今和田）四城，喀什噶爾參贊大臣慶祥力戰而亡。這時浩罕亦出动军队逾万人支持张格尔。南疆陷入動亂之中，清廷面臨天山南路將全面淪陷的局面。

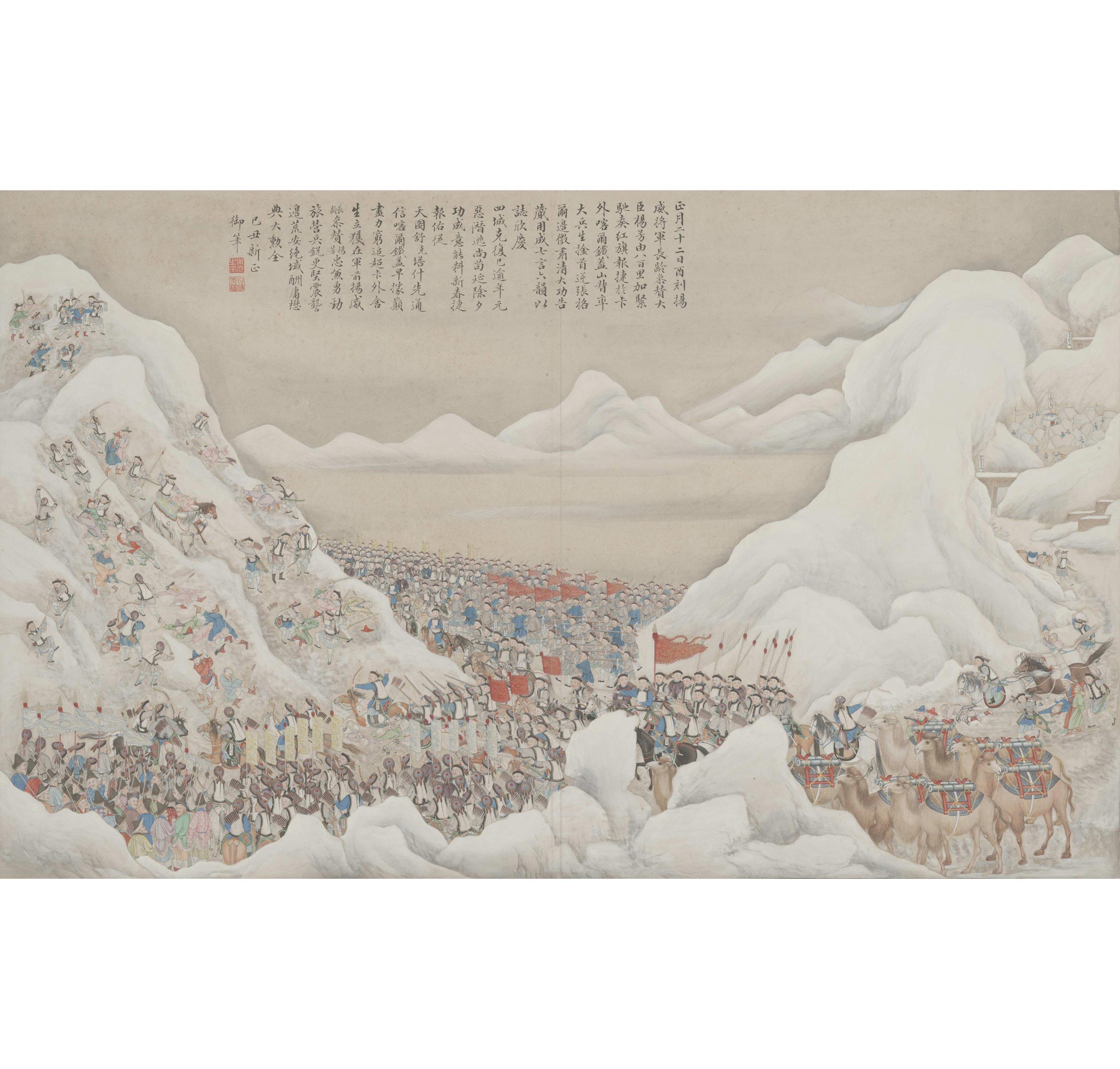
生擒張格爾圖

清政府命伊犁將軍長齡與陝甘總督楊遇春、山東巡撫武隆阿、擴肅提督齊慎等調集吉林、黑龍江、陝西、甘肅、四川清軍三萬餘人，道光六年（1826年）十二月，三軍會師於阿克蘇，準備收復喀什噶爾等城。時值寒冬，道光帝諭旨特賞三人貂皮馬褂各一件。道光七年（1827年）二月，清軍主力西進，長齡親率滿漢步馬官兵兩萬餘人，分前後兩路，前進討伐張格爾。清軍一路勢如破竹，接連在洋阿爾巴特、沙布都爾回莊以及阿瓦巴特等地擊敗張格爾大軍。是年三月初一日收復喀什噶爾城，之後再接連收復英吉沙爾、葉爾羌與和闐等城。道光七年（1827年）八月，楊芳帶兵前往達爾瓦斯地方追拏張格爾，中埋伏，幾經鏖戰始得脫險。朝廷以久未生擒張格爾本人深感不滿。是年十一月，長齡和武隆阿遭革職留任，再以那彥成為欽差大臣，替代長齡籌辦善後事宜。十二月，清軍故布疑陣，透過間諜散播退兵的假消息。道光八年（1828年）初，張格爾中計 ，率領五百騎兵出襲喀什噶爾城，中途發覺情況有異，連忙反向奔逃。楊芳與伊薩克等人急馳追趕一晝夜，張格爾逃至喀爾鐵蓋山，僅剩三十餘騎，棄騎登山。遭楊芳副將胡超、段永福伏擊生擒，解至北京，道光帝下令在午門举行献俘仪式，寸磔餵狗。
清廷為平此亂，多以嘉慶年間平定川楚教亂的老將，擁有一定的作戰經驗。此役用兵三萬六千人、耗銀千萬餘兩，並徵集軍馬兩萬餘匹，駱駝一萬餘峰，並迅速平亂。由於浩罕商人曾助张格尔作乱，清政府于道光八年（1828年）下令稽查在喀什噶尔等地有安家置产的浩罕人，分年驱逐。

## 家庭
- 父亲-萨木萨克
- 儿子-布素鲁克 - (1824-1869)